# Expedició perduda de Franklin

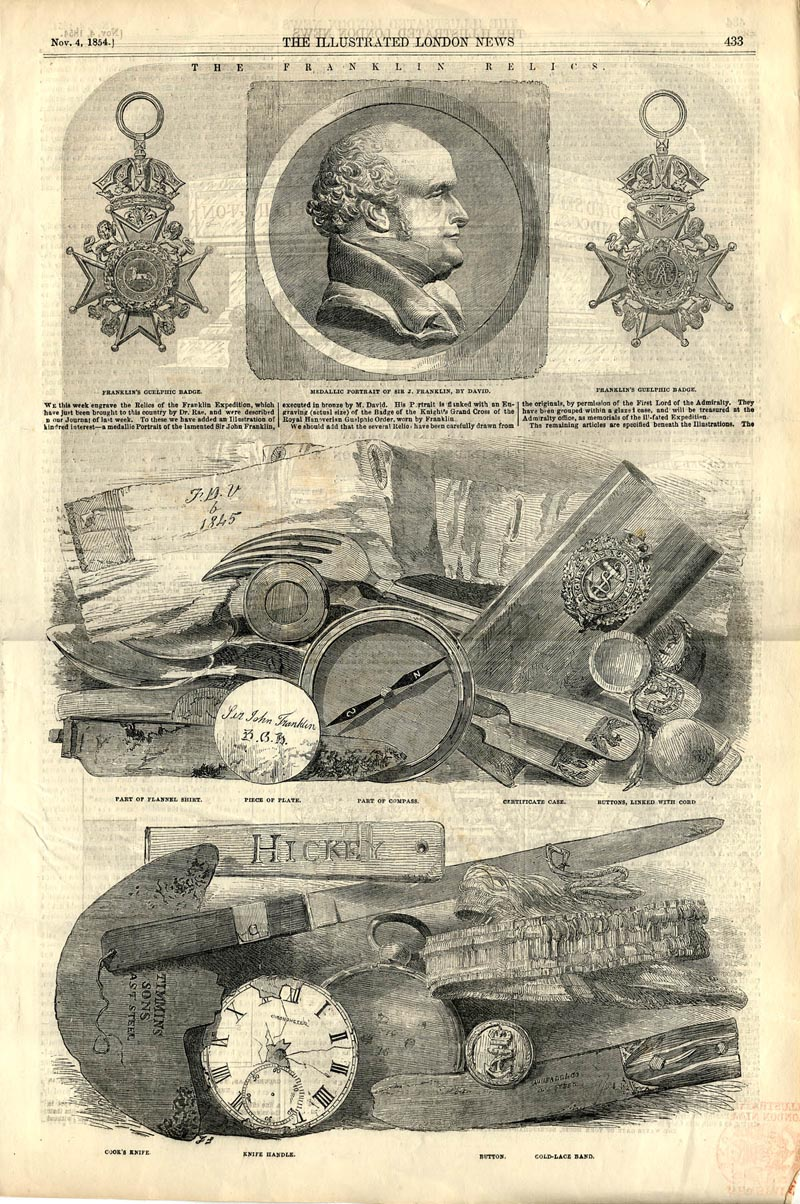
Relíquies de l'expedició de Franklin de 1845, de lIllustrated London News, 1854.

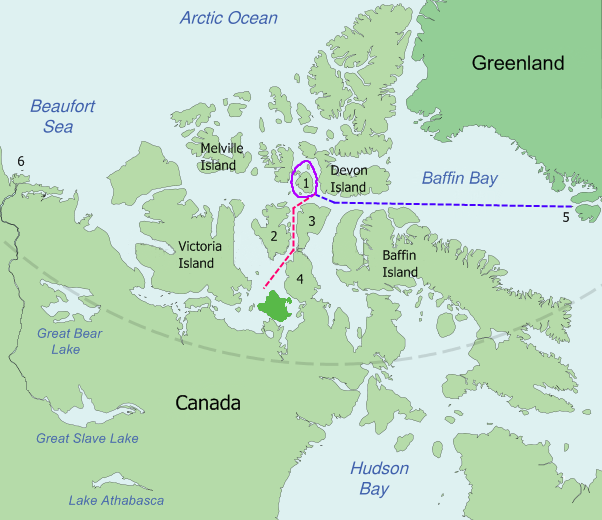
Mapa de les probables rutes seguides pels vaixells HMS Erebus i HMS Terror en l'expedició de Franklin.
La Badia de Disko (5) a l'illa de Beechey, el 1845.
Al voltant de l'Illa Cornwallis (1), el 1845.
Des de l'illa de Beechey descencedeixen per l'estret de Peel, entre l'illa del Príncep de Gal·les (2) i l'illa Somerset (3) i la península de Boothia (4), fins apropar-se a l'illa del Rei Guillem el 1846.
La badia de Disko (5) es troba a 3.200 kilòmetres de la desembocadura del riu Mackenzie (6).

L'expedició perduda de Franklin va ser un viatge fallit d'exploració de l'Àrtida, dirigit pel capità Sir John Franklin, que va partir d'Anglaterra el 1845. Franklin era un oficial de la Royal Navy i un experimentat explorador que ja havia participat anteriorment en tres expedicions àrtiques, les dues últimes com a comandant en cap. La seva quarta i última expedició va començar quan ja tenia 59 anys, i tenia com a objectiu travessar i explorar l'últim tram del Pas del Nord-oest, encara inexplorat. Franklin i els 128 membres de la tripulació van morir en quedar els seus vaixells atrapats en el gel a l'estret Victòria, prop de l'Illa del Rei Guillem, a l'àrtic canadenc.
Pressionat per l'esposa de Franklin i pels familiars dels desapareguts, l'Almirallat va iniciar el 1848 la recerca de l'expedició perduda. Animades en part per la fama de Franklin, i en part per la recompensa oferta per l'Almirallat, moltes expedicions es van llançar a la seva recerca, fent que fins a onze vaixells britànics i dos d'estatunidencs coincidissin a la mateixa zona durant un període de 1850. Diversos d'aquests vaixells van trobar-se a la costa est de l'illa de Beechey, on es van localitzar els primers vestigis de l'expedició, incloent les tombes de tres tripulants. El 1854 l'explorador John Rae, que realitzava una exploració científica per la costa àrtica del Canadà, al sud-est de l'illa del Rei Guillem, va poder contactar amb inuits, que li van explicar algunes històries sobre els tripulants de l'expedició de Franklin i li van donar alguns dels seus objectes personals que encara conservaven. Una posterior recerca dirigida per Francis Leopold McClintock, el 1859, va descobrir una nota a l'illa del Rei Guillem amb detalls sobre el destí de l'expedició. La recerca va continuar infructuosament durant dècades.
El 1981 un equip de científics dirigit per Owen Beattie, professor d'antropologia a la Universitat d'Alberta, va començar una sèrie d'estudis científics de les tombes, els cossos, i altres proves materials deixades pels membres de la tripulació de Franklin a les illes de Beechey i del Rei Guillem. Van arribar a la conclusió que els membres de la tripulació que havien estat enterrats a l'illa de Beechey haurien mort probablement de pneumònia i tuberculosi, tot i que també van assenyalar la possibilitat que haguessin mort a causa d'un enverinament per plom, provinent de les soldadures de les llaunes de conserves. Més recentment s'ha suggerit que la causa principal no va ser el menjar enllaunat, sinó les conduccions del sistema de tractament d'aigua potable dels vaixells. Les marques als ossos humans trobats a l'illa del Rei Guillem van ser vistos com a signes de canibalisme. L'evidència combinada de tots els estudis suggereixen que la hipotèrmia, la fam, l'enverinament per plom i malalties com l'escorbut, juntament amb l'exposició general a un ambient hostil, pel qual no tenien roba adequada, i la mala nutrició, va provocar la mort de tots ells en els anys posteriors a la darrera vegada en què foren vistos pels europeus, el 1845.
Després de la pèrdua del grup de Franklin, els mitjans de comunicació victorians retrataren a Franklin com un heroi, minimitzant el fracàs de l'expedició i els informes sobre canibalisme. Se li van dedicar cançons, es van aixecar estàtues en el seu honor a la seva ciutat natal, Londres, i a Tasmània pel descobriment del Pas del Nord-oest. S'han realitzat moltes obres artístiques sobre l'expedició perduda de Franklin: cançons, poemes, contes curts i novel·les, així com documentals de televisió.

## Antecedents

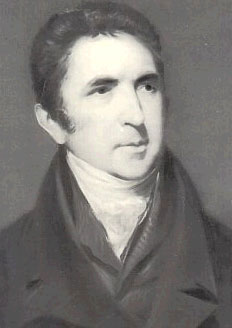
Sir John Barrow va promoure diferents viatges a l'Àrtida mentre fou Segon Secretari de l'Almirallat.

La recerca d'un pas directe per mar des d'Europa cap a Àsia va començar amb els viatges de Cristòfor Colom, i el posterior descobriment d'Amèrica, el 1492 i va continuar fins a mitjans del segle xix, amb una llarga sèrie d'expedicions d'exploració, originades principalment a Anglaterra. Aquests viatges, que no sempre tenien èxit, van anar incrementant progressivament el coneixement que els europeus tenien sobre l'hemisferi Occidental, i en particular sobre Amèrica del Nord. La mateixa geografia del continent americà va fer que les expedicions s'anessin desplaçant gradualment cap a l'Àrtida canadenca. Durant els segles xvi i xvii els navegants més destacats que van fer descobriments geogràfics a Amèrica del Nord van ser Martin Frobisher, John Davis, Henry Hudson i William Baffin. La creació de la Companyia de la Badia de Hudson, el 1670, va suposar un increment en les exploracions de les costes i l'interior del Canadà i els mars àrtics. Els principals exploradors del segle xviii van ser James Knight, Christopher Middleton, Samuel Hearne, James Cook, Alexander Mackenzie i George Vancouver. El 1800 els seus descobriments van demostrar concloentment que no existia cap pas del Nord-oest navegable pels vaixells que estigués en unes latituds temperades entre l'oceà Pacífic i l'oceà Atlàntic.
El 1804 Sir John Barrow passà a ser el Segon Secretari de l'Almirallat, càrrec que va exercir fins al 1845, el qual va animar la Royal Navy per completar l'exploració del pas del Nord-oest, al nord Canadà, i per navegar cap al pol Nord. Durant les següents quatre dècades, els exploradors John Ross, David Buchan, William Edward Parry, Frederick William Beechey, James Clark Ross, George Back, Peter Warren Dease i Thomas Simpson van fer destacats viatges a la regió àrtica canadenca. Entre aquests exploradors va destacar John Franklin, segon al comandament d'una expedició cap al Pol Nord en els vaixells Dorothea i Trent el 1818, i líder de moltes d'aquestes expedicions per l'interior i al llarg de la costa àrtica canadenca entre 1819 i 1822 i entre 1825 i 1827. El 1845, com a resultat de totes aquestes expedicions, s'havia reduït l'àrea inexplorada de l'Àrtida canadenca a un quadrilàter d'uns 181.300 quilòmetres quadrats. Va ser cap a aquesta àrea inexplorada on es dirigí Franklin, en direcció oest a través de l'estret de Lancaster i després cap a l'oest i el sud segons li permetés el gel, les illes o d'altres obstacles que es trobés pel camí, per tal de completar el pas del Nord-oest. La distància que va navegar va ser d'aproximadament 1.670 quilòmetres.

## Preparatius

### Comandament

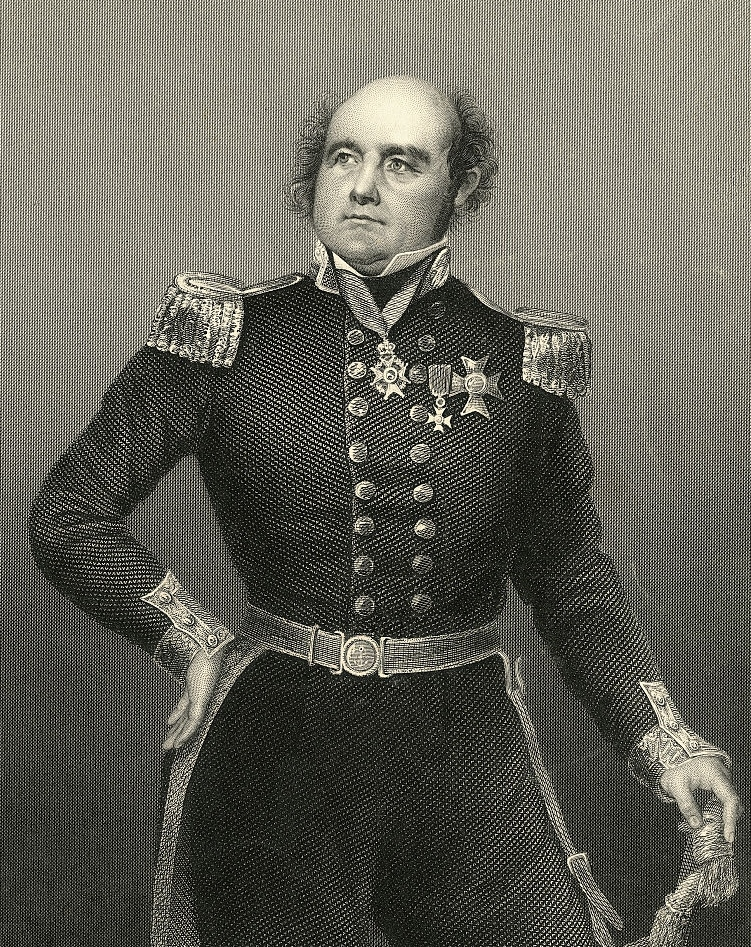
Sir John Franklin fou escollit per Barrow per liderar l'expedició.

Barrow, que amb els seus 82 anys ja veia acostar-se al final de la seva carrera, va estar deliberant sobre qui havia de ser nomenat líder de l'expedició que completara el pas del Nord-oest, creient erròniament que tota la zona al voltant del pol Nord era mar obert lliure de gel. Parry, la seva primera elecció, va al·legar estar cansat de l'Àrtida, i educadament va rebutjar el comandament. La seva segona elecció, James Clark Ross, també va refusar, ja que havia promès a la seva nova esposa que no tornaria a l'Àrtida. La tercera opció de Barrow, el jove James Fitzjames, va ser rebutjada per l'Almirallat per la seva inexperiència. Barrow va sospesar la candidatura de George Back, però no ho va proposar perquè el considerava massa polèmic. Francis Crozier, un altre possible candidat, era irlandès i de baixa categoria social, cosa que va jugar en contra seu. Tot i que no estava molt convençut, Barrow no va tenir més remei que proposar a Franklin, que en aquells moments ja tenia 59 anys. L'expedició estava formada per dos vaixells, el HMS Erebus i el HMS Terror, cadascun dels quals havia viatjat a l'Antàrtida amb James Clark Ross. A Fitzjames se li va donar el comandament de l'Erebus, i a Crozier, que havia comandat el Terror en l'expedició antàrtica de Ross de 1841 a 1844, se'l nomenà oficial executiu i capità del Terror. Franklin va rebre el comandament de l'expedició el 7 de febrer de 1845, i les seves instruccions oficials el 5 de maig de 1845.

### Vaixells, tripulació i provisions

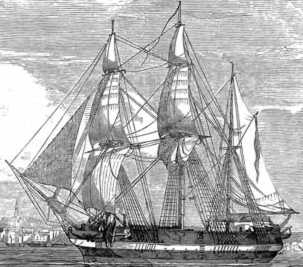
El HMS Erebus, un dels vaixells de la darrera expedició de Sir John Franklin.

El HMS Erebus, de 378 tones, i el HMS Terror, de 331 tones, eren vaixells sòlidament construïts, equipats amb els últims avenços tècnics en nàutica. Els components de la màquina de vapor de l'Erebus van arribar de Greenwich i Londres per ferrocarril i els del Terror, procedents probablement de Londres i Birmingham, ho feren de la mateixa manera. Aquests motors permetien als vaixells navegar pels seus propis mitjans a una velocitat de 7,4 km/h. Altres avenços tecnològics incloïen reforços fets amb bigues arquejades i plaques de ferro, i un dispositiu intern de calefacció per vapor. A més, les hèlixs portaven proteccions de ferro per evitar que es danyessin amb el gel, cada vaixell portava una biblioteca amb més de 1.000 volums i provisions per a tres anys, tant conserves tradicionals com en el sistema més modern de conservació en llaunes. Desafortunadament, els aliments en llauna es van demanar a última hora i a baix preu a un proveïdor, Stephen Goldner, a qui se li va adjudicar el contracte l'1 d'abril de 1845, sols set setmanes abans que Franklin salpés. Goldner va fabricar precipitadament 8.000 llaunes, que segons es va saber més tard havien estat soldades amb plom, "de manera grollera i descuidada, fent que el plom gotegés a l'interior de la llauna com cera fosa".
La majoria dels membres de la tripulació eren anglesos, molts d'ells originaris del nord del país, als quals se sumava un petit grup d'irlandesos i escocesos. A més de Franklin i Crozier, els únics oficials amb experiència a l'Àrtida eren el cirurgià i els dos capitans dels gels.

## Perduts
L'expedició va salpar de Greenhithe (Anglaterra) el matí del 19 de maig de 1845, amb una tripulació de 24 oficials al comandament de 110 homes. Els vaixells es van aturar breument a Stromness Harbour, a les illes Orcades, al nord d'Escòcia, i d'allà navegaren fins a Groenlàndia, junt amb el HMS Rattle i un vaixell de transport, el Barretto Junior.
A la badia de Disko, a la costa oest de Groenlàndia, es van sacrificar els deu bous que portaven els vaixells de transport com a provisió de carn fresca, els subministraments van ser transferits a l'Erebus i el Terror i els membres de la tripulació van escriure les seves darreres cartes per la família. Abans de la partida definitiva de l'expedició, cinc homes van ser donats de baixa i enviats a casa a bord del Rattle i el Junior Barretto: amb aquestes baixes, els expedicionaris foren finalment 129. L'última vegada que l'expedició va ser vista, fou a principis d'agost de 1845, quan el capità Dannett del balener Prince of Wales i el Capità Robert Martin del balener Enterprise, es trobaren amb l'Erebus i el Terror a la badia de Baffin. Els vaixells de Franklin eren allà a l'espera de condicions meteorològiques favorables per entrar a l'estret de Lancaster.
Durant els següents 150 anys altres expedicions, exploradors i científics han intentat reunir les peces del que va passar amb l'expedició a partir d'aquest moment. Els homes de Franklin van passar l'hivern de 1845 a 1846 a l'illa de Beechey, on tres membres de la tripulació van morir i van ser enterrats. L'Erebus i el Terror van quedar atrapats pel gel en les proximitats de l'illa del Rei Guillem al setembre de 1846 i pel que sembla mai van tornar a navegar lliurement. Segons una nota que Fitzjames i Crozier van deixar a l'illa, Franklin hauria mort l'11 de juny de 1847, i la seva tripulació va haver de passar els hiverns de 1846 a 1847 i 1847 a 1848 a l'illa del Rei Guillem. El 26 d'abril de 1848 els membres de l'expedició supervivents van iniciar la marxa a peu cap al riu Back que es troba en territori continental canadenc. Nou oficials i quinze homes ja havien mort, i la resta van anar morint pel camí, la majoria a l'illa i altres trenta o quaranta a la costa nord del continent, a centenars de quilòmetres de qualsevol lloc habitat pels occidentals.

## Primeres recerques
Transcorreguts dos anys des de la sortida de Franklin i sense tenir notícies d'ell en cap moment, la preocupació pública es va anar fent cada vegada major, i Lady Jane Franklin, així com membres del Parlament i la premsa britànica, van instar l'Almirallat perquè enviés una expedició en la seva recerca. Com a resposta l'Almirallat elaborà un triple pla que es va iniciar durant la primavera de 1848, quan va enviar un equip de rescat terrestre al comandament de Sir John Richardson i John Rae, que va baixar pel riu Mackenzie fins a la costa àrtica canadenca. També es van enviar dues expedicions marítimes, una que va entrar a l'Arxipèlag Àrtic Canadenc per l'estret de Lancaster, i la badia de Baffin, i una altra que va entrar-hi procedent del Pacífic. A més, l'Almirallat va oferir una recompensa de 20.000 lliures "a qualsevol equip o equips, de qualsevol país, que donessin ajuda a les tripulacions dels vaixells d'exploració sota el comandament de Sir John Franklin". Després del fracàs de les tres expedicions, la preocupació i interès del poble britànic per l'Àrtida va anar en augment i "la recerca de Franklin, es va convertir en res menys que una croada". Es va fer popular una balada anomenada "El lament de Lady Franklin" que va ser composta en honor de l'esposa de Franklin per impulsar la recerca del seu marit.
Molts es van sumar a la recerca. El 1850 fins a onze vaixells britànics i dos d'estatunidencs navegaven per l'Àrtida canadenca. Alguns d'ells van trobar-se a la costa est de l'illa de Beechey, on es van trobar les primeres restes dels homes desapareguts, entre elles les tombes de John Torrington, John Hartnell i William Braine. No es van trobar missatges de l'expedició de Franklin en aquest indret. Durant la primavera de 1851 els passatgers i la tripulació de diversos vaixells va observar un enorme iceberg al davant les costes de Terranova, que duia al damunt dos vaixells. Les naus no van ser examinades de prop. Es va suggerir que els vaixells podrien haver estat l'Erebus i el Terror, tot i que no van ser examinats de prop, i el més probable és que fossin baleners abandonats.

## Recerques terrestres

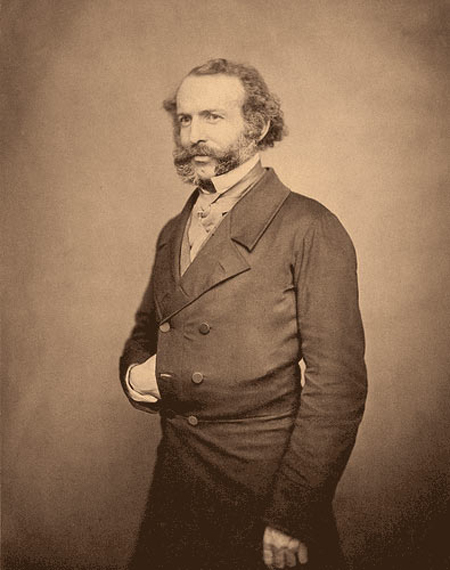
John Rae aconsiguí dels esquimals els primers objectes pertanyents a l'expedició i va informar de la inanició que van patir i del canibalisme.

El 1854 John Rae, mentre explorava la Península de Boothia per la Companyia de la Badia de Hudson (HBC), va descobrir una prova més sobre la sort patida pels homes de l'expedició. Rae va trobar un inuit a prop de Pelly Bay el 21 d'abril de 1854 que li va explicar que un grup de trenta-cinc o quaranta homes havien mort de fam prop de la desembocadura del riu Back. Altres inuit confirmaren la història, que també parlava de casos de canibalisme entre els mateixos mariners. Els inuit ensenyaren a Rae molts objectes que van ser identificats com a pertanyents a Franklin i els seus homes. En concret, Rae va comprar als inuit de Pelly Bay diverses forquilles i culleres de plata més tard identificats com a pertanyents a Fitzjames, Crozier, Franklin i Robert Osmer Sargent, primer oficial de l'Erebus. L'informe de Rae va ser enviat a l'Almirallat, que l'octubre de 1854 va instar la Companyia de la Badia de Hudson a enviar una expedició pel riu Back per buscar més rastres de Franklin i els seus homes.
La següent recerca la realitzaren el Cap Factor de la HBC James Anderson i l'empleat James Stewart, que van viatjar cap al nord en canoa fins a la desembocadura del riu Back. El juliol de 1855 un grup d'inuits els explicaren que un grup de qallunaat ("blancs" en llengua inuit) havien mort de fam al llarg de la costa. A l'agost Anderson i Stewart van trobar un tros de fusta amb la inscripció "Erebus" i un altre que portava escrit "Sr Stanley" (cirurgià a bord de l'Erebus) a l'illa de Mont-real que es troba a la badia Chantrey, on el riu Back desemboca al mar.
Tot i les troballes de Rae i Anderson, l'Almirallat no va organitzar cap altre pla de recerca propi. El Regne Unit va donar oficialment per morts a tots els membres de l'expedició el 31 de març de 1854. Lady Franklin, en no aconseguir convèncer el govern perquè organitzés i financés una altra recerca, es va encarregar de fer-ho personalment. Li va proposar a Francis Leopold McClintock que liderés aquesta expedició. El vaixell de l'expedició va ser la goleta de vapor Fox, comprada amb els diners recaptats en una subscripció pública, que va salpar d'Aberdeen el 2 de juliol de 1857.
L'abril de 1859 diversos grups d'homes en trineu van partir del Fox per buscar a l'illa del Rei Guillem. El 5 de maig l'equip liderat pel tinent de la Royal Navy William Hobson va trobar en un monticle de pedres un document deixat per Crozier i Fitzjames. Contenia dos missatges: el primer, del 28 de maig de 1847, deia que l'Erebus i el Terror havien hivernat en el gel de la costa nord-oest de l'illa del Rei Guillem, i que l'any anterior ho havien fet a l'illa de Beechey, circumnavegant després l'illa Cornwallis. "Sir John Franklin comandant de l'expedició. Tots bé", deia el missatge. El segon missatge, escrit en els marges del mateix full de paper, era molt més inquietant. El missatge, de data 25 d'abril de 1848, informava que l'Erebus i el Terror havien quedat atrapats en el gel durant un any i mig, sent abandonats per la tripulació el 22 d'abril. Vint-i-quatre oficials i membres de la tripulació havien mort, entre ells Franklin, que ho feu l'11 de juny de 1847, tot just dues setmanes després de la data de la primera nota. Crozier va quedar al comandament de l'expedició i els 105 supervivents tenien previst iniciar un viatge l'endemà en direcció sud, cap al riu Back. Aquesta nota conté errors importants, sobretot la data de la hivernada a l'Illa de Beechy, en indicar l'hivern de 1846 a 1847 en lloc del de 1845 a 1846.
L'expedició de McClintock també va trobar un esquelet humà a la costa sud de l'illa del Rei Guillem. Entre la roba que encara duia hi van trobar alguns documents, entre ells un certificat de mariner a nom del suboficial Henry Pegler (n. 1808). Amb tot, atès que l'uniforme era de cambrer, el més probable és que el cos fos el de Thomas Armitage, cambrer i encarregat de l'armeria, company de Pegler, els documents del qual es devia emportar. En un altre indret, a l'extrem oest de l'illa, Hobson va descobrir un bot salvavides que contenia dos esquelets i diversos objectes pertanyents a l'expedició de Franklin. En el bot hi havia una gran quantitat d'equip abandonat, incloent botes, mocadors de seda, sabó perfumat, esponges, sabatilles, pintes i molts llibres, entre ells una còpia de El Vicari de Wakefield. McClintock també va recollir els testimonis dels inuit sobre el desastrós final de l'expedició.
Charles Francis Hall va dirigir dues expedicions entre 1860 i 1869. Va viure amb els inuit, prop de la badia de Frobisher a l'illa de Baffin, i més tard a la badia Repulse a la costa continental del nord del Canadà. Va trobar campaments, tombes i objectes de l'expedició de Franklin a la costa sud de l'illa del Rei Guillem, però cap supervivent. Al principi creia que es trobaven entre els inuit, però al final va arribar a la conclusió que tots els components de l'expedició havien mort, i estava convençut que els documents de l'expedició es trobaven en algun lloc en un monticle de pedres. Amb l'ajuda dels guies Ebierbing i Tookoolito, Hall va omplir centenars de pàgines amb els testimonis dels inuit. Entre aquests materials hi ha els relats de les visites que els esquimals van realitzar als vaixells de Franklin, i la narració d'una trobada amb un grup d'homes blancs a la costa sud de l'illa Rei Guillem, prop de la badia Washington. En la dècada de 1990, aquest testimoni va ser àmpliament investigat per David C. Woodman, i va ser la base de dos llibres: Unravelling the Franklin Mystery (1992) i Strangers Among Us (1995), en què es reconstrueix els últims mesos de l'expedició.
L'esperança de trobar aquests documents perduts va impulsar al tinent Frederick Schwatka, de l'Exèrcit dels Estats Units, a organitzar una expedició a l'illa entre 1878 i 1880. Viatjant a la badia de Hudson a bord de la goleta Eothen, Schwatka va organitzar un equip que incloïa esquimals que havien ajudat a Hall. Van viatjar cap al nord a peu i en trineu amb gossos, on va entrevistar als inuit, va visitar llocs coneguts o probables on havien estat els membres de l'expedició de Franklin i en els que havien hivernat a l'illa del Rei Guillem. Tot i que Schwatka no va trobar els documents que buscava, en un discurs que va fer després d'un sopar fet en honor seu per l'American Geographical Society, el 1880, va assenyalar que la seva expedició havia fet "el viatge en trineu més llarg que mai s'havia fet, tant pel que fa a la durada com per la distància recorreguda", amb onze mesos i quatre dies, en què es van recórrer 4.360 quilòmetres. Aquesta va ser la primera la primera expedició per l'Àrtida en què els seus components van fer la mateixa dieta que els inuit i a més es va arribar a la conclusió que els documents de Franklin s'havien perdut per sempre "més enllà de tot dubte raonable". L'expedició de Schwatka no va trobar restes de l'expedició de Franklin al sud d'un indret conegut com a Starvation Cove, a la península Adelaide. Aquest indret queda al nord de l'objectiu de Crozier, el riu Back, i a diversos centenars de quilòmetres de la zona habitada per occidentals més propera, que estava al Gran Llac de l'Esclau.

## Expedicions científiques

### Excavacions a l'illa del Rei Guillem (1981-1982)
El juny de 1981 Owen Beattie, un professor d'antropologia de la Universitat d'Alberta, va començar el Projecte d'Antropologia Forense de l'expedició de Franklin, 1845-1848 (en anglès 1845-1848 Franklin Expedition Forensic Anthropology Project, FEFAP) quan ell i el seu equip d'investigadors i auxiliars de camp van viatjar des d'Edmonton fins a l'illa del Rei Guillem i van recórrer la costa occidental de l'illa seguint les passes de l'expedició de Franklin 132 anys abans. El FEFAP esperava trobar artefactes i restes òssies amb la finalitat d'utilitzar les modernes tècniques forenses per establir les identitats i causes de mort dels 129 homes.
Tot i que durant la caminada van trobar restes arqueològiques i humanes dels europeus del segle xix, Beattie estava decebut, ja que la quantitat trobada era escassa. En examinar els ossos dels membres de la tripulació de Franklin van trobar-hi els senyals característics de l'escorbut que van patir per la manca de vitamina C. En tornar a Edmonton, Beattie va revisar les seves dades i observacions amb James Savelle, un arqueòleg de l'Àrtida, i detectaren als ossos marques que només es podien atribuir a la pràctica del canibalisme. Per a esbrinar dades sobre la salut i la dieta de la tripulació de Franklin va enviar mostres d'os a l'Alberta Soil and Feed Testing Laboratory per a la seva anàlisi química buscant traces d'elements i compostos significatius. L'anàlisi va trobar un inesperat i alt nivell de plom en els ossos, amb una concentració de 226 parts per milió (ppm), quantitat deu vegades superior a la trobada en les mostres de control que s'havien pres als esquelets dels inuit de la mateixa àrea geogràfica, i que era de 26-36 ppm.
El juny de 1982, un equip format per Beattie; Walt Kowall, un estudiant graduat en antropologia a la Universitat d'Alberta; Arne Carlson, un estudiant d'arqueologia i geografia de la Universitat Simon Fraser de Columbia Britànica; i Arsia Tungilik, un estudiant esquimal que treballaria d'ajudant sobre el terreny, es van traslladar a la costa occidental de l'illa del Rei Guillem, on van tornar sobre les passes de McClintock el 1859 i de Schwatka el 1878-1879. Durant l'expedició van descobrir les restes d'entre sis i catorze homes en un lloc proper a on McClintock va trobar el bot salvavides, també van trobar diversos objectes de l'expedició, incloent una bota completa que portava uns claus improvisats a la sola per facilitar l'adherència al gel.

### Excavacions i exhumacions a l'illa de Beechey (1984 i 1986)
Després de tornar a Edmonton el 1982, Beattie va lluitar per trobar una explicació als alts nivells de plom trobats en els ossos recuperats en l'expedició de 1981. Entre les possibles causes estaven les soldadures de plom de les llaunes de conserves, els envasos d'altres aliments revestits amb plom, els colorants alimentaris, el tabac, les vaixelles de peltre i els blens de les espelmes amb plom. Va arribar a sospitar que els problemes d'enverinament per plom, combinats amb els efectes de l'escorbut, van poder haver estat letals per a la tripulació de Franklin. No obstant això, atès que el plom dels ossos podria explicar-se per l'exposició al plom al llarg de la totalitat de la vida dels subjectes en lloc d'haver-se limitat només a l'exposició durant el viatge, la teoria de Beattie només es podria provar amb l'examen forense dels teixits tous en lloc dels ossos. Beattie va decidir examinar les tombes dels membres de la tripulació enterrats a l'illa de Beechey.

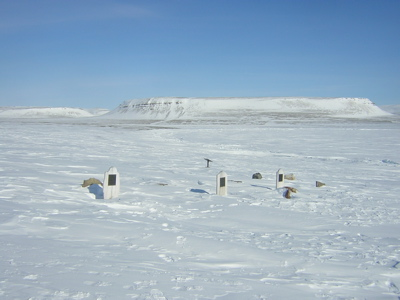
Tombes dels membres de la tripulació enterrats a l'illa de Beechey (2004)

Després d'obtenir permís legal, l'equip de Beattie va viatjar a l'illa de Beechey l'agost de 1984 per realitzar les autòpsies dels tres tripulants enterrats allà. Van començar amb el primer membre de la tripulació en morir, el cap dels fogoners John Torrington. Després de completar la seva autòpsia, exhumaren i realitzaren un breu examen del cos de John Hartnell. L'equip, pressionat per la manca de temps i per les tempestes que ja tenien a sobre, va tornar a Edmonton amb mostres de teixits i ossos. L'anàlisi de traces d'elements dels ossos i dels cabells de Torrington indicà que els tripulants "havien patit greus problemes físics i mentals causats per l'enverinament per plom". Tot i que l'autòpsia va indicar que la pneumònia va ser la causa final de la mort del tripulant, l'enverinament per plom va ser citat com un factor que va influir de manera important.
Durant l'expedició l'equip va visitar un indret, a un quilòmetre al nord de la fossa comuna, on van examinar fragments de centenars de llaunes de conserva rebutjades pels homes de Franklin. Beattie va assenyalar que les costures van ser mal soldades amb plom, cosa que probablement va fer que entrés en contacte directe amb els aliments. La publicació de les troballes de l'expedició de 1984 i la fotografia del cadàver de Torrington, que 138 anys després de la seva mort estava molt ben conservat en el permafrost de la tundra, va fer que els mitjans de comunicació tractessin àmpliament el tema i es renovés l'interès per l'expedició de Franklin.
Investigacions posteriors van suggerir que una font de contaminació molt més probable pel plom va ser el sistema d'emmagatzematge i conducció de l'aigua dolça emprada als vaixells. K.T.H. Farrer va dir que "és impossible explicar com es podia menjar la quantitat d'aliments enllaunats necessaris per ingerir 3,3 mg de plom diaris durant vuit mesos, necessària per elevar el nivell de plom a 80 μg/dL, quantitat a partir de la qual els símptomes de la intoxicació per plom comencen a aparèixer en els adults i que no se sosté que el plom acumulat als ossos en unes persones adultes pogués procedir de la ingestió d'aliments contaminats amb plom durant un període de pocs mesos, o fins i tot tres anys ". D'altra banda, és un fet conegut que els aliments en conserva eren d'ús generalitzat a la Royal Navy en aquesta època, i això no va significar que hi hagués enverinament per plom en altres vaixells. Però, com una cosa excepcional, als vaixells d'aquesta expedició se'ls havia dotat amb motors de locomotores de ferrocarril, la qual cosa requereix una quantitat d'aigua estimada en una tona per hora per produir el vapor. És molt probable que per aquesta raó els vaixells disposessin d'un únic sistema de subministrament d'aigua pel consum humà i per alimentar la màquina de vapor, i això implicava que grans quantitats d'aigua es contaminessin amb el plom amb què estava construït tot el sistema d'emmagatzematge i distribució. Això sembla representar una font molt més probable pels alts nivells de plom observats en les restes dels membres de l'expedició que el de les llaunes de conserves.
El 1986 es va realitzar una nova investigació de les tombes. Una càmera va filmar el procés, i el resultat va ser inclòs en un documental de 1988 de la sèrie Nova i titulat Enterrats en el gel. Amb unes condicions sobre el terreny bastant difícils, Derek Notman, un radiòleg i doctor en medicina de la Universitat de Minnesota, i el tècnic en radiologia Larry Anderson, van fer moltes radiografies de les restes dels membres de la tripulació abans que se'ls realitzés l'autòpsia. Barbara Schweger, una especialista en indumentàries àrtiques, i el patòleg Roger de Amy, van ajudar en la recerca.
Beattie i el seu equip van descobrir que algú havia intentat exhumar a Hartnell. En l'esforç, un pic havia danyat la tapa de fusta del taüt, fent-ne desaparèixer la placa. La posterior recerca realitzada a Edmonton va posar de manifest que Sir Edward Belcher, comandant d'una de les expedicions de rescat de Franklin, havia ordenat l'exhumació de Hartnell l'octubre de 1852, però no ho van aconseguir per culpa del permafrost. Un mes més tard, Edward Augustus Inglefield, comandant d'una altra expedició de rescat, va tornar a intentar l'exhumació i va eliminar la placa del taüt.
A diferència de la tomba de Hartnell, la del soldat ras William Braine estava completament intacta. Quan va ser exhumat l'equip de recerca va observar que el seu enterrament havia estat precipitat. Els seus braços, el cos i el cap no havien estat acuradament col·locats en el taüt, i li havien posat la samarreta a l'inrevés. El taüt semblava massa petit per a ell, la tapa fins i tot pressionava el nas. Una gran placa de coure amb el seu nom i altres dades personals va ser clavada i adornava la tapa del taüt.

### Excavacions NgLj-2 (1992)
El 1992 un equip d'arqueòlegs i antropòlegs forenses van identificar un emplaçament que ells van etiquetar com NgLj-2 a la costa occidental de l'illa del Rei Guillem. El lloc coincideix amb la descripció física donada per Francis Leopold McClintock del "lloc del bot". Es van realitzar excavacions descobrint uns 400 ossos i fragments ossis, així com objectes que van des de peces de ceràmica a botons i ferramentes de llautó. L'examen d'aquests ossos realitzat per Anne Keenleyside, la forense de l'expedició, va mostrar nivells elevats de plom i moltes marques de talls "com els fets al descarnar". Amb les dades obtingudes en aquesta expedició es va confirmar, i s'ha acceptat, que alguns homes de Franklin van recórrer al canibalisme quan van estar al límit de la inanició.

### Recerca de les restes del naufragi (1992-1993)
El 1992 l'autor d'un llibre sobre Franklin, David C. Woodman, amb l'ajuda de l'expert en magnetòmetres Brad Nelson, va organitzar el "Projecte Ootjoolik" per buscar les restes del naufragi de què havien parlat els inuits i que havien situat en aigües properes a la Península d'Adelaide. Amb la col·laboració d'un avió del National Research Council i un altre de les forces aèries canadenques, cadascun d'ells equipat amb un delicat magnetòmetre, exploraren una gran àrea a l'oest de Grant Point i des d'una alçada de 60 metres. Es van identificar més de seixanta punts amb forts senyals magnètics, dels quals cinc es trobaven en els indrets que s'havien considerat com a més probables pel naufragi dels vaixells de Franklin.
El 1993 el Dr Joe McInnis i Woodman organitzaren un intent per identificar els objectius prioritaris que es van descobrir l'any anterior. Noliejaren un avió i van aterrar sobre el gel en tres dels llocs, es va perforar un forat a través del gel i a través d'ell es va baixar un petit sonar d'escombrat per obtenir dades del fons del mar. Degut a les condicions del gel i la incertesa sobre l'exactitud de la navegació que els va dur a aquests punts no es va trobar res, tot i les coincidències amb les indicacions que havien fet els inuit sobre el lloc del naufragi.

### Illa del Rei Guillem (1994–1995)
El 1994 Woodman va organitzar i dirigir una recerca per terra a la zona compresa entre la cala Collinson i Victory Point a la recerca de la tomba de la qual havia parlat un testimoni contemporani, l'inuit Supunger. Un equip de 10 persones van estar buscant durant 10 dies sota el patrocini de la Canadian Geographical Society, l'exploració va ser filmada per la CBC "Focus North". No es va trobar res.
El 1995 va ser organitzada una expedició conjunta per Woodman, George Hobson i l'aventurer Steven Trafton, però en què cada grup buscava pel seu costat. El grup de Trafton va viatjar a les illes Clarence per investigar les històries dels inuit sobre "un monticle de pedres de l'home blanc". El van localitzar però no hi havia res en ell. L'equip del Dr. Hobson, acompanyat per l'arqueòloga Margaret Bertulli, va investigar el "campament d'estiu" que es troba a unes poques milles al sud del cap Félix, on van trobar algunes restes de l'expedició de Franklin. Woodman, amb dos companys, va viatjar al sud des de la badia Wall fins a Victòria Point, investigat tots els llocs al llarg de la costa on poguessin haver acampat els homes de Franklin, trobant només algunes llaunes oxidades en un campament fins llavors desconegut prop del cap Maria Louisa

### Recerques de les restes del naufragi (1997-2010)
El 1997 la companyia cinematogràfica canadenca Eco-Nova va organitzar l'expedició "Franklin 150" per investigar amb el sonar els punts localitzats el 1992 en què hi havia forts senyals magnètics. L'arqueòleg en cap va ser Robert Grenier, que va comptar amb l'ajuda de Margaret Bertulli, i de nou va participar Woodman com a historiador de l'expedició i coordinador de la recerca. Els treballs es van realitzar des del trencaglaç Laurier, de la Guàrdia Costanera canadenca. Es van explorar aproximadament 40 quilòmetres quadrats prop de l'illa Kirkwall sense resultat. Quan un altre equip que actuava per separat trobà restes de l'expedició Franklin, principalment làmines de coure i alguns objectes petits en les platges d'uns illots al nord de l'illa O'Reilly, la recerca principal es va desplaçar a aquesta zona, però el mal temps impedí les investigacions, no podent fer res important abans que acabés el temps que tenien marcat. Es va filmar un documental sobre l'expedició titulat "Oceans of Mystery: Search for the Lost Fleet" i produït per Eco-Nova.
L'any 2000 James Delgado, del Museu Marítim de Vancouver, va reeditar de l'històric viatge del St. Roch, tot passant pel pas del Nord-oest amb el RCMP Nadon, amb el suport del CCGS Simon Fraser. Sabent que el gel podria demorar el viatge a la zona de l'illa del Rei Guillem va oferir als seus amics Hobson i Woodman l'ús del veler Nadon com a vaixell d'exploració, i amb ell també el sonar Kongsberg/Simrad SM2000 que portava per cercar per la zona nord de l'illa de Kirkwall, però sense resultat.
Woodman organitzà tres expedicions per continuar amb el traçat de mapes amb els llocs probables del naufragi, utilitzant el magnetòmetre. Una empresa privada va patrocinar l'expedició de 2001, i la Irish-Canadian Franklin Search les expedicions de 2002 i 2004. Aquestes van emprar un magnetòmetre muntat sobre un trineu que anà recorrent el gel marí, finalitzant així, el 2001, l'exploració de l'àrea de recerca de la zona nord de l'illa de Kirkwall que no es va acabar anteriorment, i el 2002 i 2004 tota la zona sud de l'illa de O'Reilly. Tots els punts amb senyals magnètics d'importància detectats a través del gel resultaren ser d'origen geològic. El 2002 i 2004 es van trobar alguns objectes de l'expedició perduda, així com senyals de campaments en un petit illot al nord-est de l'illa de O'Reilly durant la recerca per la costa.
L'agost de 2008 es va anunciar una nova recerca que havia de ser dirigida per Robert Grenier, un arqueòleg de l'organisme de Parcs del Canadà. Aquesta recerca esperava obtenir resultats aprofitant la millora de les condicions del gel i l'ús d'un modern sonar d'escombratge lateral des d'un vaixell en aigües obertes. Grenier també esperava trobar noves pistes a partir dels testimonis orals dels inuit recollits per Dorothy Harley Eber. Alguns dels informants d'Eber havien situat les restes d'un dels vaixells de Franklin en les proximitats de l'illa de la Royal Geographical Society, una zona on no s'havia buscat en les anteriors expedicions. La recerca havia d'incloure a un historiador local inuit, Louie Kamookak, que ha trobat importants restes de l'expedició que avui formen part la cultura indígena.
El 25 de juliol de 2010, el  HMS Investigator, que s'havia quedat bloquejat pel gel i posteriorment abandonat durant la recerca de l'expedició de Franklin el 1853, va ser trobat en aigües poc profundes de la Badia Mercy, a la costa nord de l'Illa de Banks. L'equip de l'Agència de Parcs del Canadà va informar que estava en bona forma, en posició vertical, a uns 11 metres de profunditat.

### Conclusions científiques
Els estudis del FEFAP sobre el terreny, amb les corresponents excavacions i exhumacions, van durar més de deu anys. Els resultats de l'estudi dels objectes i restes humanes de l'illa del Rei Guillem i de l'illa Beechey van mostrar que a l'illa Beechey el més probable és que els tripulants morissin de pneumònia, i potser també per tuberculosi, que fou suggerida per l'evidència de la malaltia de Pott descoberta a Braine. Els informes toxicològics apunten a un enverinament per plom com a possible factor coadjuvant. Es van trobar marques de tall de ganivet als ossos d'alguns dels tripulants i es van interpretar com a signes de canibalisme. L'evidència suggereix que una combinació de fred, fam, incloent l'escorbut i malalties com la pneumònia i la tuberculosi, totes agreujades per l'enverinament per plom, van produir la mort de la totalitat l'equip de Franklin.

## Altres factors
La ruta escollida per Franklin per creuar el pas els dugué a navegar per costat est de l'illa del Rei Guillem, cosa que va suposar posar l'Erebus i el Terror per "... una sèrie de camps de gel... [que] no sempre deixaven el pas lliure en els curts estius...", [mentre que la ruta per la costa oriental de l'illa estava lliure de gel de forma habitual durant l'estiu. Aquesta ruta és la que més tard emprà Roald Amundsen quan navegà amb èxit per tot el pas del Nord-oest. L'expedició de Franklin, bloquejada pel gel durant dos hiverns a l'estret de Victoria, era de tipus naval, i no anava preparada, ni els seus membres estaven entrenats per viatjar per terra. Alguns dels membres de la tripulació deixaren l'Erebus i el Terror i viatjaren cap al sud, però duent amb ells molts estris que no eren necessaris per a la supervivència a l'Àrtida. McClintock observà una gran quantitat de mercaderies pesades en el bot salvavides que trobà, pensant que allò era "una mera acumulació de pes mort, d'escassa o nul·la utilitat i que probablement esgotà la tripulació a l'arrossegar-lo pel gel". A més a més, factors culturals van poder impedir a la tripulació demanar ajuda als inuit quan es veieren en dificultats, i sobretot a l'hora d'emprar tècniques de supervivència. Sovint s'ha acusat d'una certa arrogància cultural als exploradors britànics de l'Àrtida del segle xix, però també hi ha qui els defensa.

## Llegat històric
El resultat més significatiu de l'expedició de Franklin va ser cartografiar diversos milers de quilòmetres de costa que fins aquell moment no havien estat estudiades. Com Richard Cyriax ha assenyalat "la pèrdua de l'expedició, probablement ha aportat molts més coneixements [geogràfics] que no pas si aquesta hagués tingue èxit ". Al mateix temps, va fer que l'Almirallat Britànic perdés interès per l'exploració de l'Àrtida. S'observa un buit de molts anys fins que l'Expedició Àrtica Britànica de George Strong Nares confirmés que no hi havia cap via navegable per arribar al Pol Nord. Aquesta expedició comportà el final de la participació de la Royal Navy en l'exploració de l'Àrtida i que els britànics deixessin de veure com a necessàries les despeses i els esforços humans realitzats fins llacors. Com aparegué escrit a la revista The Athenaeum: "Pensem que compensava fer la despesa i l'esforç a la vista dels resultats de les expedicions àrtiques, tot i que ens preguntem si realment era necessari córrer tants riscos per aconseguir una cosa tan difícil i que una vegada aconseguit no tenia cap mena d'utilitat." La navegació pel Pas del Nord-oest, reaalitzada entre el 1903 i 1905 per Roald Amundsen, amb el Gjøa va posar fi a segles de recerca d'aquest pas.

## Llegat cultural

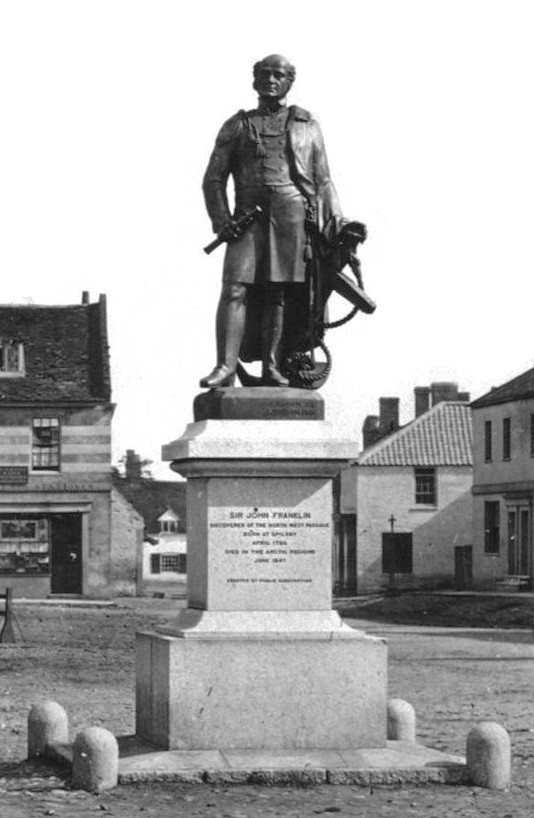
Estàtua de John Franklin a la vila de Spilsby, Lincolnshire, Anglaterra.

Després de la desaparició de l'expedició de Franklin, durant molts anys, els mitjans de comunicació victorians va retratar a Franklin com un heroi que havia conduït als seus homes a la recerca del Pas del Nord-oest. A la seva ciutat natal, Spilsby, una estàtua seva porta la inscripció "Sir John Franklin - Descobridor del Pas del Nord-oest". Altres estàtues seves, situades fora l'Athenaeum de Londres i a Tasmània porten inscripcions similars. Tot i que els destalls amb el destí final de l'expedició, inclosa la possibilitat de pràctiques de canibalisme, van ser àmpliament difosos i debatuts, la reputació de Franklin amb el públic victorià no disminuí. L'expedició ha estat objecte de nombroses obres de no ficció, inclosos dos llibres de Ken McGoogan, Fatal Passage i Lady Franklin's Revenge.
El misteri que envolta l'última expedició de Franklin fou el tema d'un episodi del 2006 de la sèrie de televisió NOVA Arctic Passage; un documental de televisió del 2007, "Lost Expedition Franklin" a Discovery HD Theatre. En un episodi de la sèrie documental de viatges d'ITV1 del 2009 "Billy Connolly: Journey to the Edge of the World", Connolly visità l'illa de Beechey, va filmar les tombes i va donar detalls de l'expedició de Franklin.
En record de l'expedició perduda, una de les subdivisions dels Territoris del Nord-oest del Canadà fou coneguda com el Districte de Franklin. Aquesta jurisdicció va ser abolida quan els Territoris es van dividir el 1999.

### L'expedició en la ficció i les arts

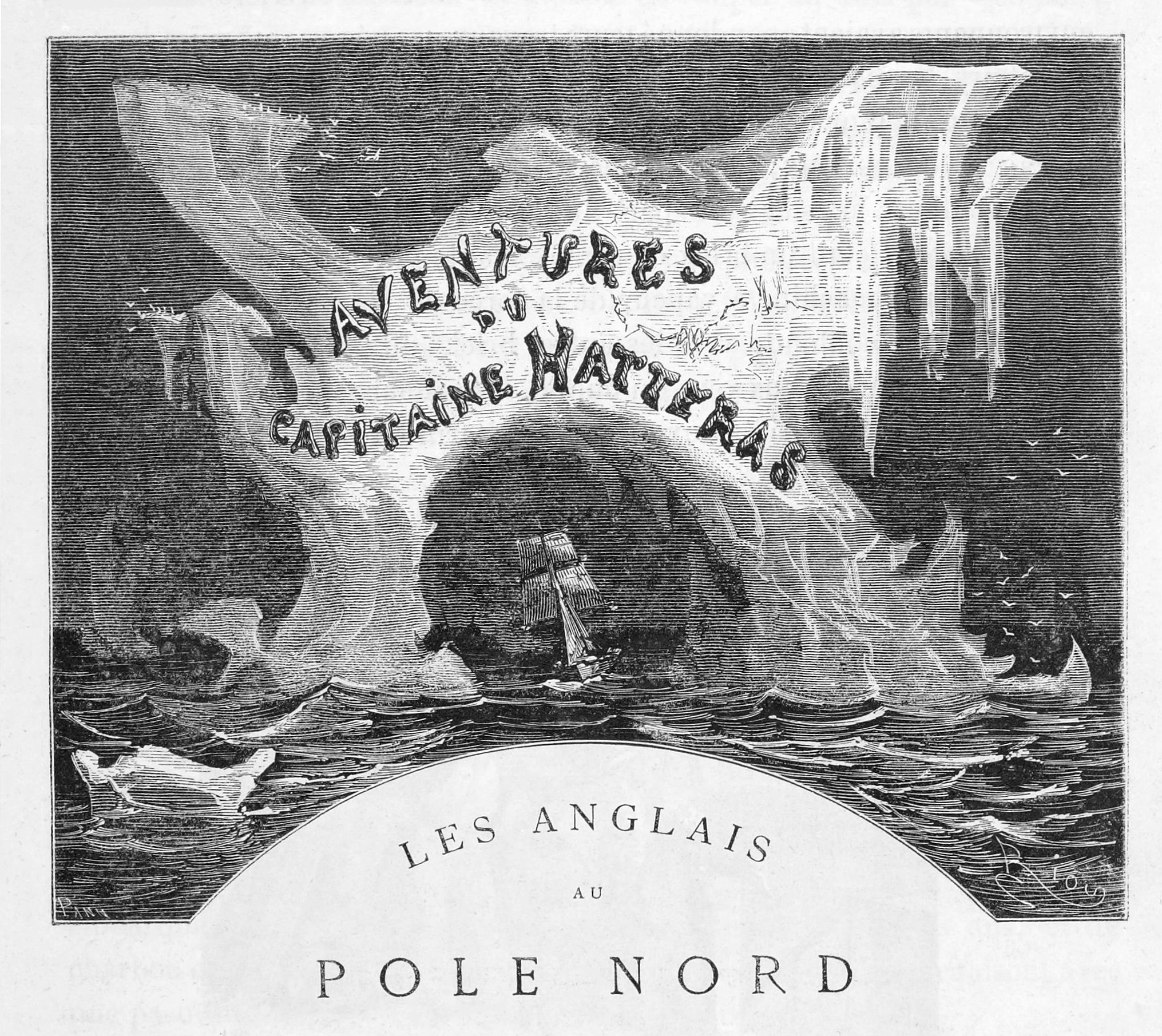
Il·lustració per Édouard Riou per la porta del llibre de Jules Verne Voyages et aventures du capitaine Hatteras.

Des de la dècada de 1850 fins a l'actualitat, l'última expedició de Franklin ha inspirat nombroses obres literàries. La primera fou una obra de teatre The Frozen Deep, escrita per Wilkie Collins, amb l'assistència i producció de Charles Dickens. Es representà en un teatre d'aficionats, a Tavistock House a principis de 1857, i després a la Royal Gallery of Illustration, fent-se una representació privada per a la reina Victòria, a més de representar-se pel públic al Manchester Trade Union Hall. La notícia de la mort de Franklin, el 1859, inspirà elegies, entre elles una d'Algernon Charles Swinburne.
Entre les obres de ficció destaca en primer lloc la novel·la de Jules Verne Les aventures del capità Hatteras de 1866, en què el protagonista de la novel·la tracta de seguir les passes de Franklin i descobreix que el Pol Nord està dominat per un enorme volcà. L'alemany Sten Nadolny, en la seva obra El descobriment de la lentitud (1983) narra la totalitat de la vida de Franklin, tocant sols breument la darrera expedició. Altres tractaments recents de Franklin són els de Mordecai Richler a Solomon Gursky va estar aquí, The Rifles(1994) de William T. Vollmann, North With Franklin: The Journals of James Fitzjames (1999) de John Wilson, i The Terror de Dan Simmons. L'expedició també ha estat objecte d'un joc de rol per a videoconsola Walker in the Waste. Més recentment, Clive Cussler, en la seva obra de 2006 Artic Drift tracta com a tema central la història de l'expedició de Franklin, i Wanting de Richard Flanagan (2009) en la que parla dels fets, tant a Tasmània com a l'Àrtida.
Aquesta expedició també ha inspirat una gran quantitat d'obres musicals, començant amb la balada "Lady Franklin's Lament", que es va compondre en la dècada de 1850 i ha estat gravada per desenes d'artistes, entre ells Martin Carthy, Pentangle, Sinéad O'Connor, Pearlfishers i John Walsh. Altres cançons basades en la figura de Franklin són "I'm Already There" de Fairport Convention, i "Frozen Man" de James Taylor, sobre la base de les fotografies que Beattie va fer al cadàver congelat de John Torrington.

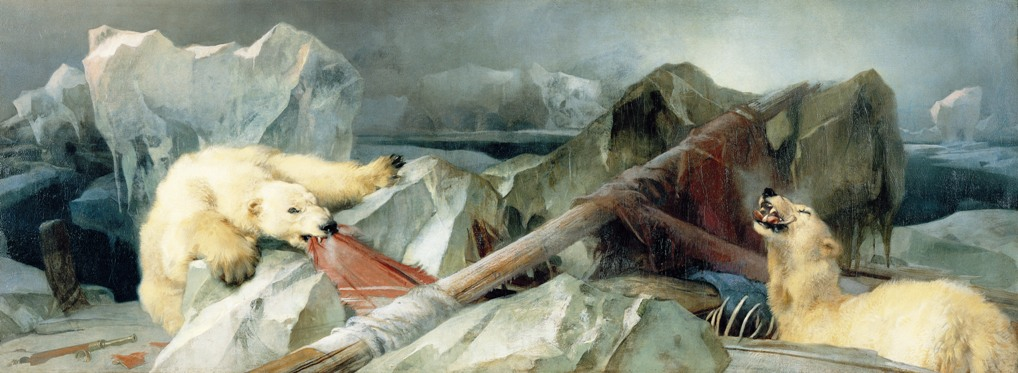
Man Proposes, God Disposes per Edwin Henry Landseer, 1864

La influència de l'expedició de Franklin en la literatura canadenca ha estat especialment significativa. Entre les més conegudes balades contemporànies sobre Franklin hi ha "Northwest Passage" (1981) del cantant de folk d'Ontario Stan Rogers, que ha estat anomenada com l'himne nacional no oficial del Canadà. La distingida novel·lista canadenca Margaret Atwood també ha parlat de l'expedició de Franklin com una mena de mite nacional del Canadà, assenyalant que "en totes les cultures hi ha moltes històries, però només algunes es compten i es tornen a explicar i aquestes perduren... a la literatura canadenca, una d'aquestes històries és l'expedició de Franklin".
En les arts gràfiques l'expedició de Franklin ha inspirat una sèrie de quadres als Estats Units i el Regne Unit. El 1861 Frederic Edwin Church va donar a conèixer el seu gran llenç The Icebergs; més tard, abans de ser portat a Anglaterra per la seva exposició, va afegir una imatge del trencament del pal del vaixell com un silenciós homenatge a Franklin. El 1864 el quadre de Sir Edwin Landseer Man Proposes, God Disposes va causar gran enrenou en l'exposició anual de la Royal Academy, representant dos ossos polars, un rosegant una bandera i l'altre rosegant els ossos d'un tors humà, cosa que va ser considerada de molt mal gust. L'expedició també ha inspirat nombrosos gravats i il·lustracions populars juntament amb molts panorames, diorames, imatges per la llanterna màgica i espectacles.